# Liepnitzsee
Der zum Wandlitzer Seengebiet gehörende Liepnitzsee liegt acht Kilometer nördlich der Berliner Stadtgrenze auf dem Gebiet der Stadt Bernau bei Berlin und der Gemeinde Wandlitz und ist einer der saubersten Seen in Brandenburg. Der See füllt eine aufgegabelte Glaziale Rinne, die über das Grundmoränenplateau des Barnim verläuft. Seine größte Ausdehnung erreicht der See in Ost-West-Richtung.

## Der See

### Entstehung, Lage und Namensherkunft

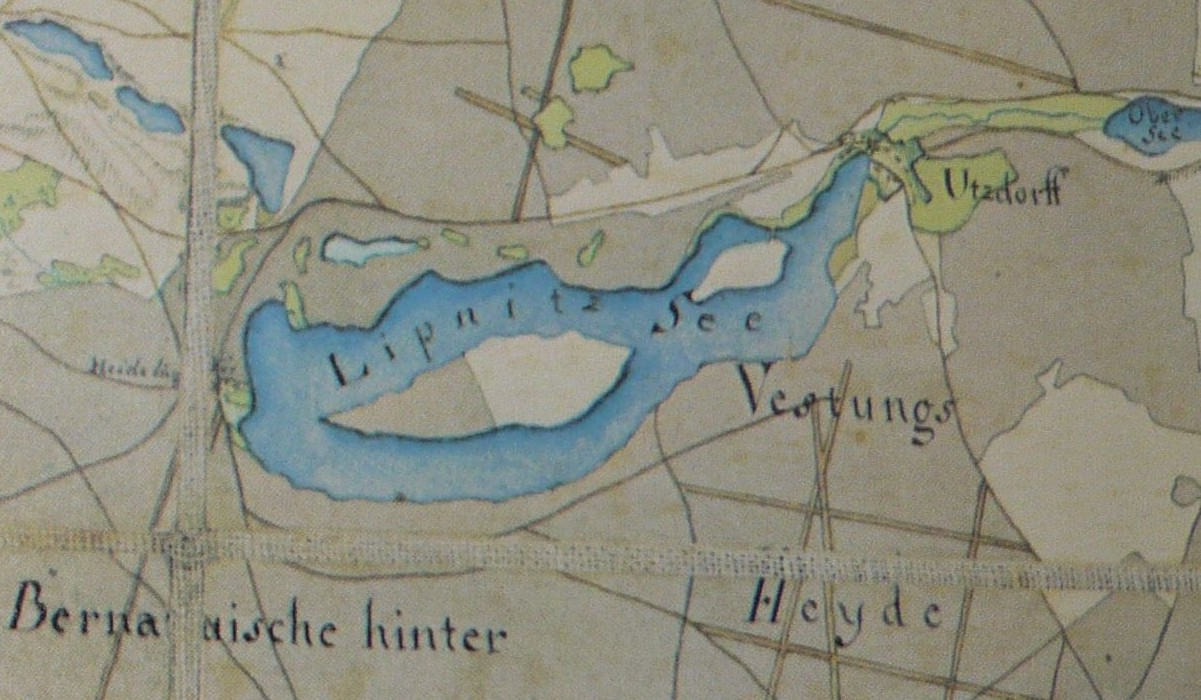
Der See und seine Umgebung um 1774

Der See ist eine Hinterlassenschaft der Weichseleiszeit und liegt in einer Rinne, die von bis zu 30 Meter hohen Endmoränen umgeben ist. Noch im 18. Jahrhundert war er im nordöstlichen Bereich größer und breiter und in dieser Ausbuchtung befand sich ebenfalls eine Insel. Im 19. Jahrhundert setzte hier eine Verlandung ein, wodurch die kleinere Insel verschwand und heute eine Landverbindung mit den Uferbereichen darstellt. Der abgeteilte Seebereich bildet das heutige Seechen westlich des Ortsteils Ützdorf.
Liepnitz soll vom slawischen Wort Lipna (deutsch: Linde) durch frühere Siedler abgeleitet worden sein. Daraus kann geschlussfolgert werden, dass zumindest in den Uferregionen am Nord- und Ostrand überwiegend Linden gestanden haben.

### Natur des Sees und seiner Umgebung
Das klare Wasser mit Sichtweiten bis zu 5 Metern ist Heimstatt für verschiedene Fischarten wie Aale, Hechte, Rotfedern, Maränen, auch für Krebse und Wasservögel wie Haubentaucher, Enten, Schwäne, Blässhühner und Fischreiher. Zur Erhaltung der vielfältigen Tier- und Pflanzenwelt sind auf dem See bis auf eine dieselgetriebene Fähre keine Motorboote erlaubt.
Die Hauptquelle des Sees befindet sich im Nordwesten, aber auch aus moorigen Wiesen im Süden und Osten erhält der See etwas Zulauf. Das Wasser gelangt über einen kleinen Abfluss in Ützdorf durch den Obersee und den Hellsee bei Lanke über das Hellmühler Fließ bei Biesenthal in das Finowfließ. Dieses stellt eine Verbindung über die Alte Finow in den Finowkanal bei Finowfurt her. Zwischen dem Liepnitz- und dem Wandlitzer See verläuft die Nordsee-Ostsee-Wasserscheide. Anders als beim Wandlitzer See fließt das Wasser des Liepnitzsees somit nicht über Havel und Elbe in die Nordsee, sondern über die Oder in die Ostsee.

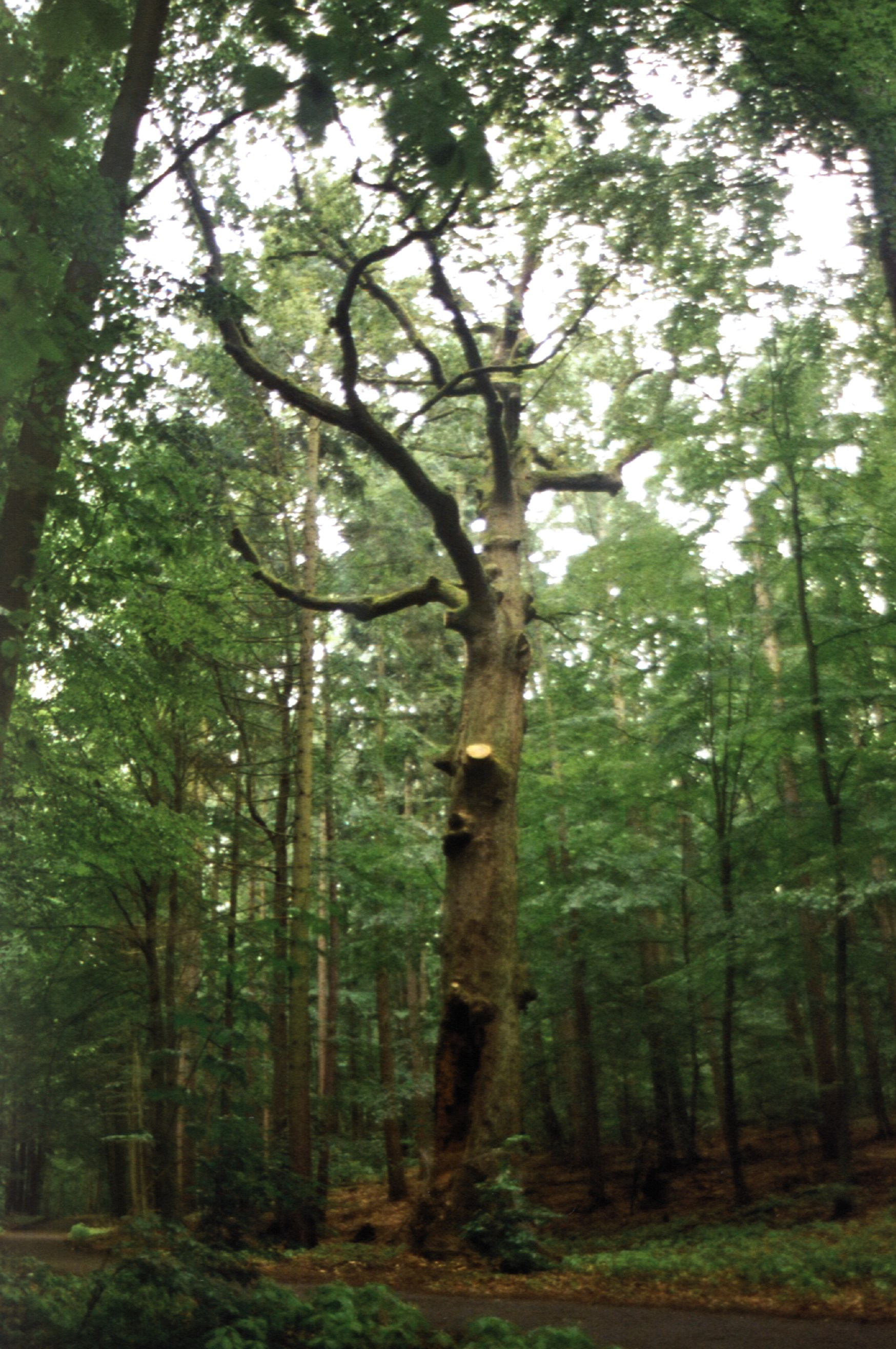
Naturschutzeiche am Liepnitzsee mit rund 3,7 m Stammumfang, Frühjahr 2009

Die vor der menschlichen Besiedlung vorhandenen natürlichen Mischwälder mit Buchen, Traubeneichen und Kiefern sowie Erlen am Ufer fielen teilweise der mittelalterlichen Rodung zum Opfer, teilweise wurden sie auch durch Raubbau dezimiert. Die Aufforstung erfolgte danach meist mit Kiefern, so dass eine Versandung eintrat und statt der Erlenbrüche konnten sich Wiesen ausbreiten. Einige Lärchen, Birken und Eichen wurden im Mittelalter ebenfalls angepflanzt. Die älteste erhaltene Eiche wurde im 20. Jahrhundert unter Naturschutz gestellt (Foto). Sie war allerdings im Jahr 2010 soweit ausgehöhlt, dass Forstleute sie im Frühjahr 2011 fällen mussten, da sie eine Gefahr darstellte.
Auf den Hügeln der eiszeitlichen Endmoränen um den See wurde in den 1960er Jahren ein asphaltierter Forstweg angelegt, der auch gern von Radfahrern benutzt wird. Hier lässt sich der See auf rund 8 km Länge einmal vollständig umrunden, wobei Ützdorf durchfahren werden muss. Direkt am Ufer führt ein ausgeschilderter Wanderweg um den See, der jedoch an einem um 1995 renaturierten Uferbereich auf der Nordseite unterbrochen ist. Ein Mischwald aus Kiefern, Buchen, Eichen, Erlen sowie einigen Fichten umgibt den See im 21. Jahrhundert. Ein um 1980 angelegter Naturlehrpfad wurde nicht mehr gepflegt, war aber im Jahr 2010 noch zu entdecken.
Der Flächennutzungsplan der Stadt Bernau bei Berlin, in deren Verantwortung das Waldgebiet um den See fällt, weist unter der EU-Nummer DE 3246-303 FFH-Gebiete Buchenwälder am Liepnitzsee aus mit typischen Rotbuchen, Moorwäldern, eutrophen Seen sowie Übergangs- und Schwingrasenmooren.

## Insel Großer Werder
Die 34 ha große Binnenseeinsel Großer Werder, die über eine saisonale Fähre (Anlegestellen östlich und westlich von Ützdorf) erreicht werden kann, untersteht der Verwaltung von Wandlitz, die Eigentumsrechte liegen jedoch seit dem 19. Oktober 1914 bei der Stadt Berlin, welche sie seinerzeit zu einem Kaufpreis von rund 20.000 Goldmark vom Grafen von Redern erwarb.

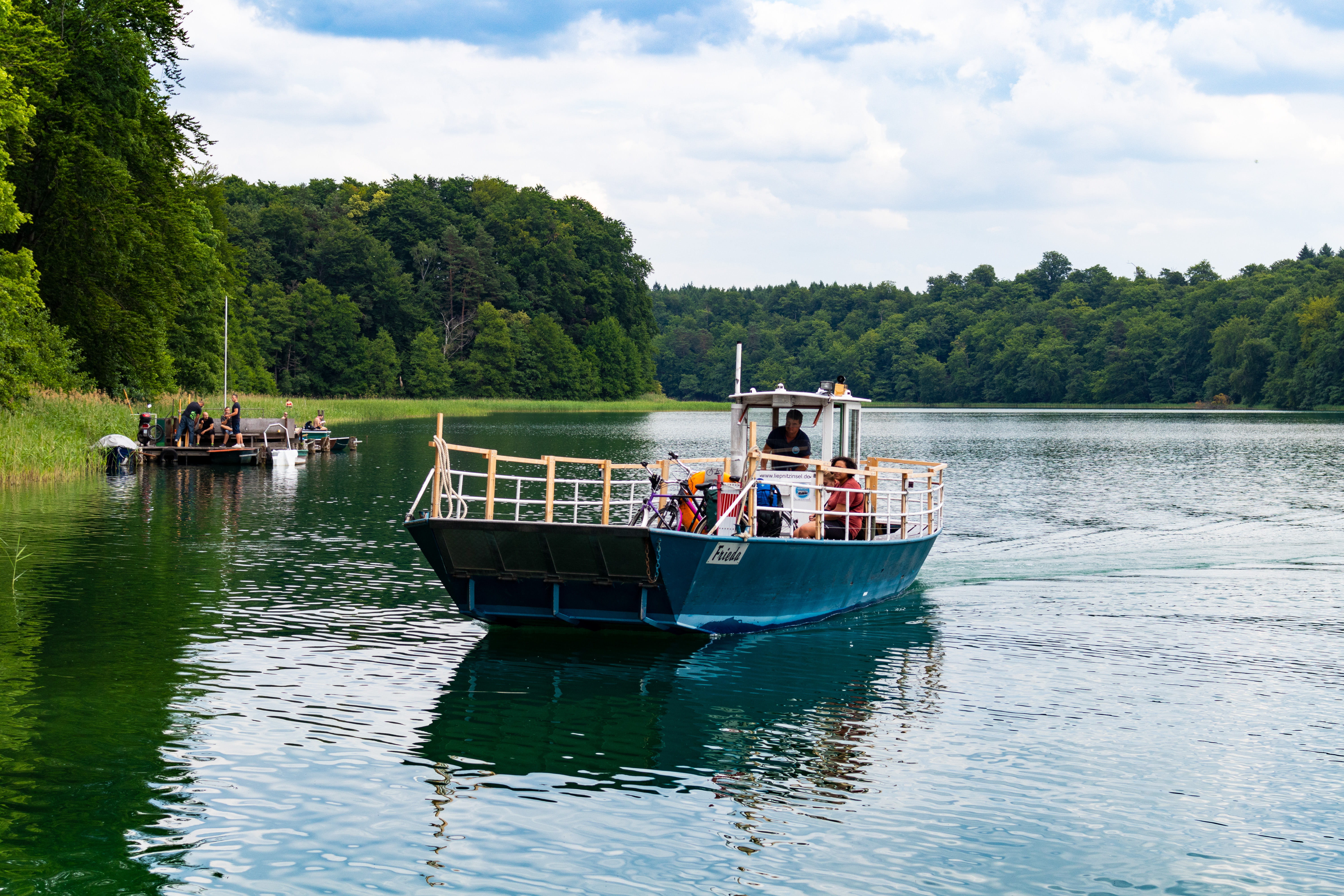
Fähre Frieda, benannt nach der ersten Fährmannsfrau auf der Insel

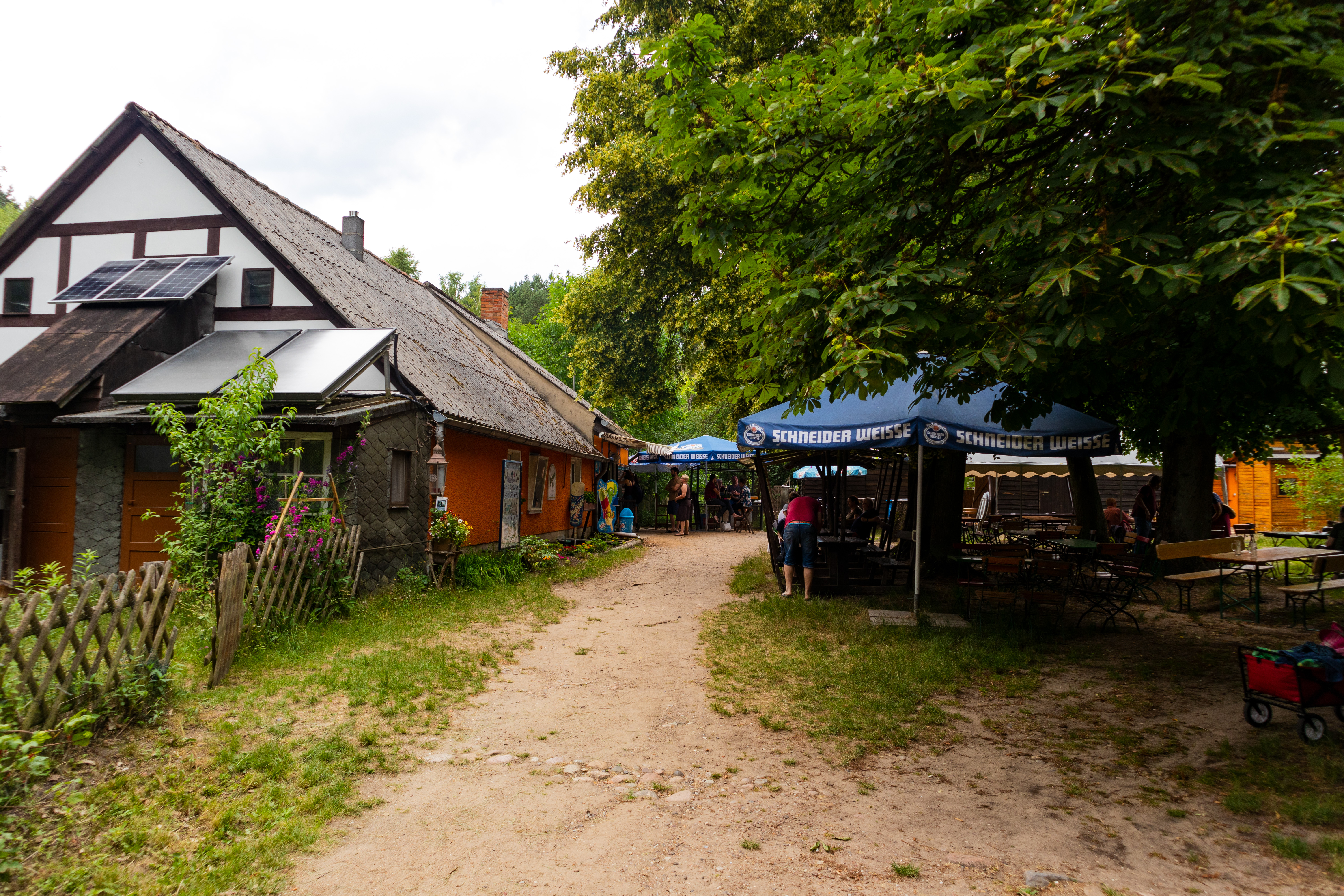
Ausflugslokal Insulaner-Klause

Auf der Insel etablierte sich in den 1920er Jahren ein Zeltplatz, der stetig erweitert wurde und im Jahr 1990 über 250 Stellplätze verfügte, die überwiegend von Dauercampern genutzt wurden. Zur Versorgung der Zeltler mit dem Notwendigsten genehmigte der Eigentümer neben dem bereits seit dem 18. Jahrhundert bestehenden Bauerngehöft der Familie Nikolaus den Bau eines kleinen festen Anwesens an der Nordspitze der Insel. Ein Bungalow wurde die Insulaner-Klause, ein anderes Gebäude dient als Lager und Bootshaus für ein Fährschiff und in einem weiteren Häuschen wohnt in den Sommermonaten die Fährmannsfamilie. Nach der Wiedervereinigung Deutschlands 1990 gab es um die Weiternutzung des Campingplatzes erhebliche Probleme, da die nun geltenden bundesdeutschen Verordnungen in vielerlei Hinsicht nicht eingehalten wurden. So fehlten unter anderem gemeinschaftliche Sanitäreinrichtungen, Waschküche, Nachtbeleuchtung auf den Wegen und eine Zufahrt für Rettungsfahrzeuge. Die betroffenen Camper bildeten die Interessengemeinschaft Campingfreunde Liepnitzsee e. V. (ICL), unter der Nummer VR 03/90 beim Amtsgericht Bernau eingetragen. Sie konnten ab dem Jahr 2000, aufgrund zugesagter und durchgeführter Verbesserungen, eine auf zehn Jahre festgesetzte Weiternutzung als naturnahen Campingplatz für maximal 99 Stellplätze erreichen. Wie es scheint, ist die Nutzung bereits verlängert worden, denn die ICL betreibt den saisonalen Zeltplatz auch weiterhin. Sie kümmert sich darüber hinaus während der Saison um die Sauberhaltung, die Müllabfuhr und anderes mehr.
Auf der Insel gibt es keine offiziellen Badestellen, jede geeignete Bucht kann dafür aber genutzt werden. Am Hauptweg liegt ein als FKK-Strand im Jahr 2017 ausgewiesener und mehrsprachig beschilderter Nacktbadebereich.
Die höchste Erhebung auf der Insel beträgt 73 m ü. NN. Durch Funde von Steinmeißeln, einem Steinbeil, Urnenscherben und Branderde ist die frühzeitliche Nutzung archäologisch gesichert. Im Jahr 2018 gelang es Mitarbeitern des Brandenburgischen Landes-Denkmalamtes (BLDAM) und der Universität Greifswald, einen jungbronze- bis früheisenzeitlichen Inselburgwall nachzuweisen. Dieser lag auf dem hoch aufragenden Terrain im Westen der Insel. Im Osten sicherte ein gut 125 m langer Abschnittswall die Burg. Im Westen war die Anlage durch einen ca. 40 m langen Wall-Grabenzug geschützt. Holzkohle, verglühte Steine und Sturzschichten zeugen von einem Brand. Der Grundriss der Anlage war trapezförmig und ca. 140 × 40 × 125 m groß. Östlich der Burg erstreckte sich eine offene Vorburgsiedlung.
Seit den 1870er Jahren sind am Seegrund zwischen dem westlichen Inselende und dem ca. 220 m entfernten Seeufer Pfähle und Balken bekannt. Diese sind Reste einer Brücke, welche ins 12. nachchristliche Jahrhundert datiert wurden. Die Brücke gehörte allerdings nicht zur Burganlage, sondern ist in die Zeit der späten slawischen Besiedlung zu verorten. Eine intensive Nutzung kann für diese Zeit nicht nachgewiesen werden.

## Nutzung der Uferregion des Sees

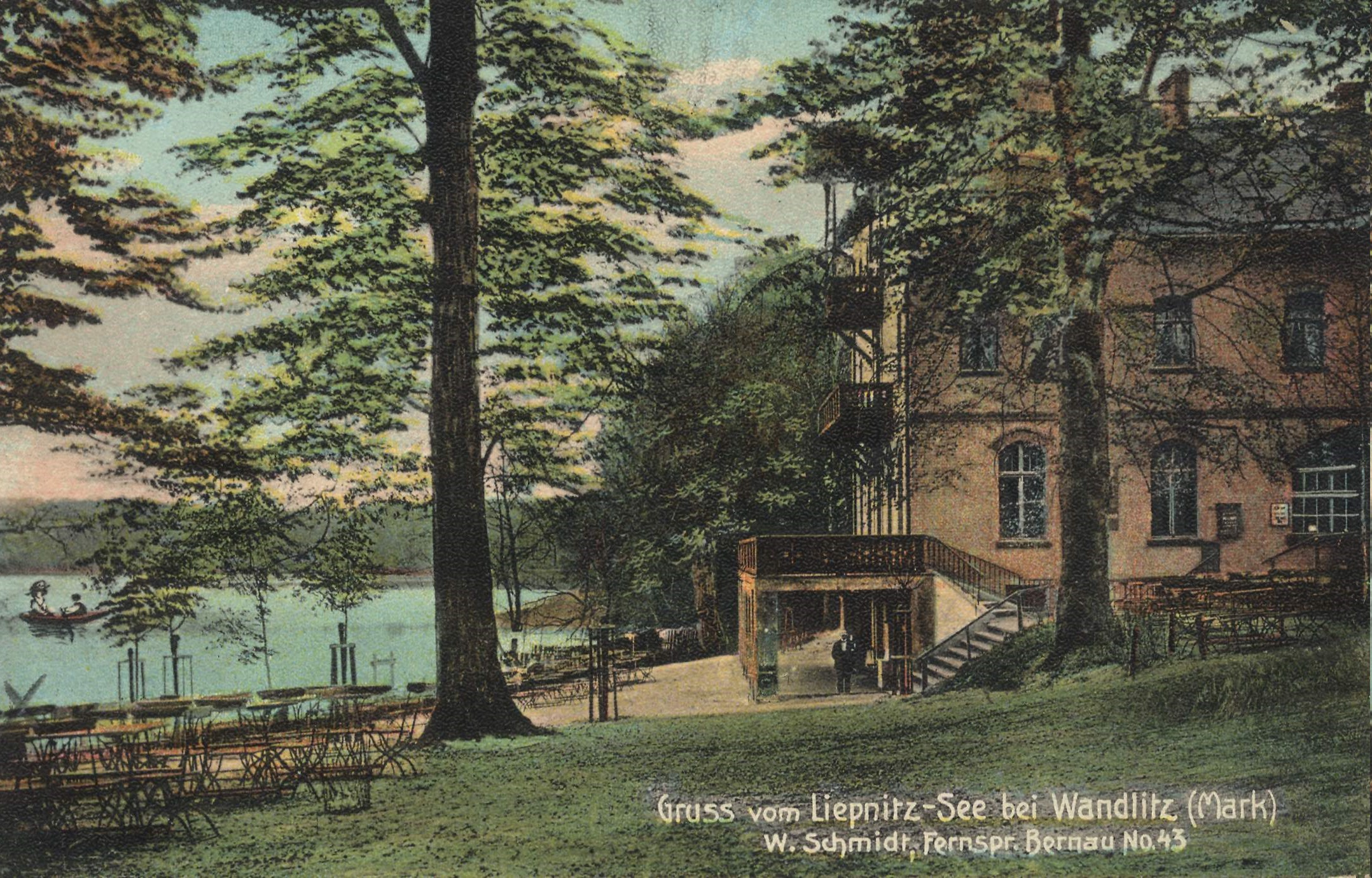
Ausflugsgasthof am See

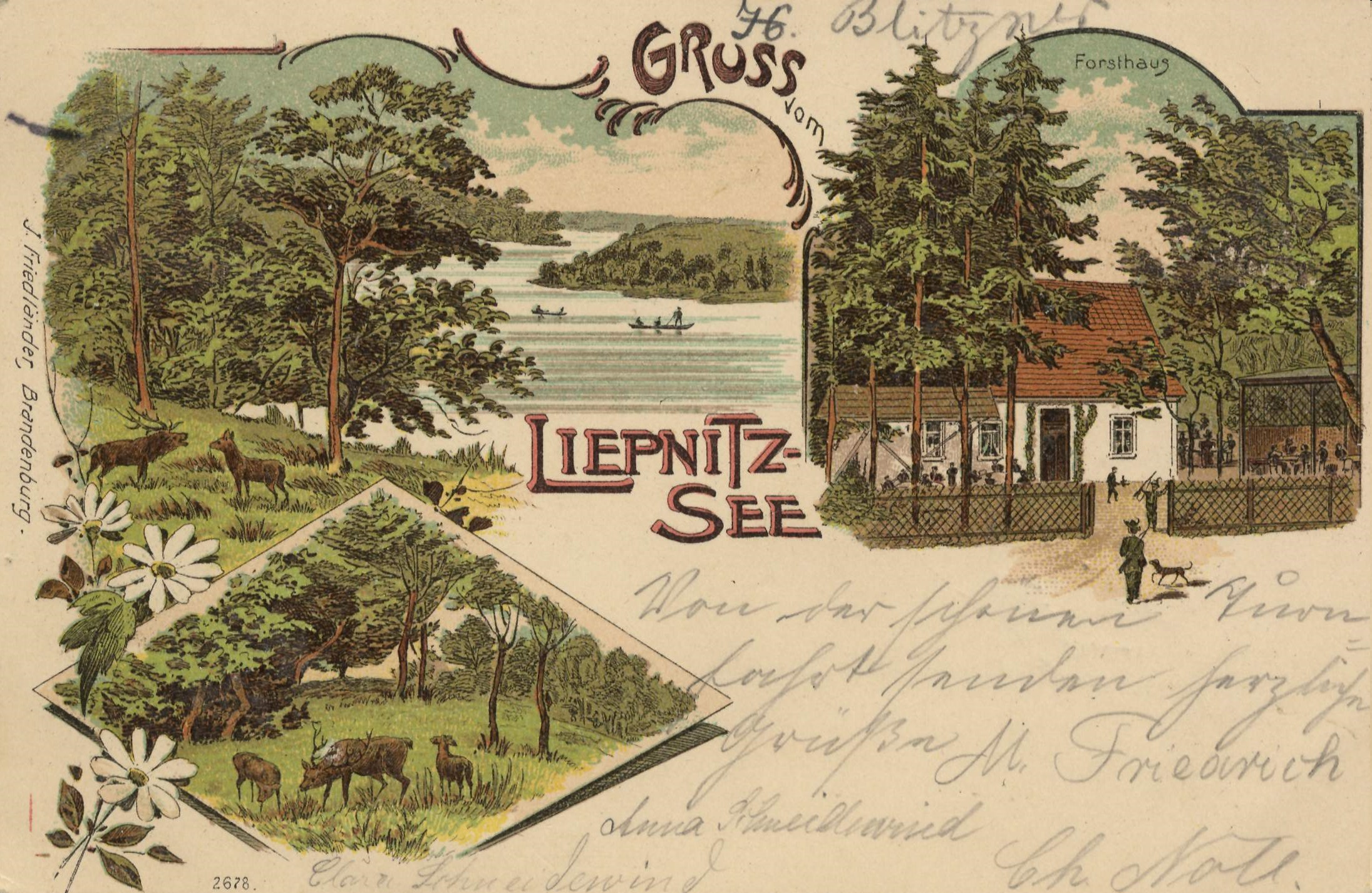
Forsthaus am See

Zuerst gab es im 19. Jahrhundert zwischen dem Bernauer Forst und dem Seeufer ein abgelegenes Forsthaus. Dann ließ der Privatmann Wilhelm Schmidt aufgrund einer erteilten Schankerlaubnis in einer Bucht direkt am Südwestufer bis 1910 einen Gasthof (Liepnitz-Schmidt) errichten. Den Ausflüglern und Wanderern standen mietbare Angelhütten auf Stegen, ein Bootsverleih und eine Kegelbahn zur Verfügung, ein kleines Wildgehege und eine Sonnenterrasse bildeten die Attraktionen. Das Hotel wurde von seinen Betreibern anlässlich der Besetzung durch die Sowjetische Armee 1945 verlassen, die es danach zwei Jahre zerstörerisch nutzte und 1947 schließlich in Brand steckte. Nachdem das Backsteingebäude bis auf die Grundmauern zerstört war, und Siedler einiges brauchbare Baumaterial weggetragen hatten, wurden die Reste Anfang der 1960er Jahre zugeschüttet. Die Natur holte sich inzwischen große Flächen zurück, ein kleines Stück gepflasterte Straße gibt aufmerksamen Spaziergängern noch einen entsprechenden Hinweis.

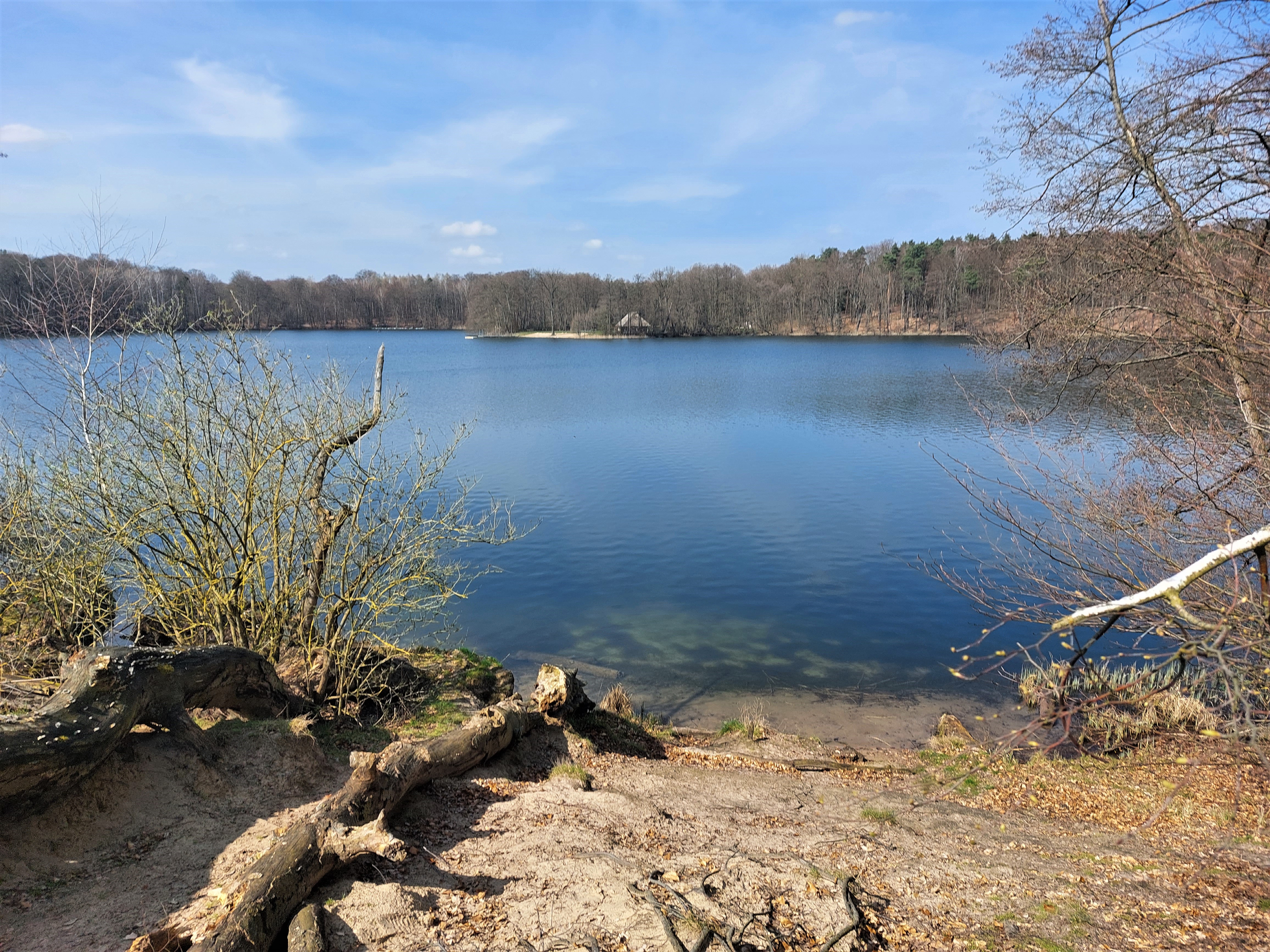
Blick von der Insel in Richtung Badeanstalt, die früher eingezäunt und bewacht war

In dieser Bucht befindet sich am gegenüberliegenden nördlichen Ufer eine Badestelle mit einem schilfgedeckten Gebäude, die den Bewohnern der nahe gelegenen Waldsiedlung, also auch wichtigen Politikern der DDR, insbesondere aber deren Kindern zur Erholung diente. Ab 1992 wurde sie zu einem öffentlichen Waldbad umgestaltet, das für eine Besucherkapazität von 1500 Gästen ausgelegt ist. Das Gebäude wird von den Bademeistern genutzt und ist gleichzeitig Bootshaus für die ausleihbaren Kanus, Ruderboote oder Tretboote.
Eine wenig bekannte Tatsache war die Nutzung des Liepnitzsees zur Trinkwasserversorgung der Waldsiedlung. Für die Wohnhäuser der DDR-Politiker wurde auf etwa 5 Meter Tiefe im südlichen Seebereich Wasser abgepumpt und über eine Rohrleitung mit Filtern und Schiebern (Pumpstation am Hang) bis zu der Siedlung geleitet. Nach der Wende wurde die Leitung vermutlich stillgelegt, die Bauten waren jedoch auch im Jahr 2010 noch erhalten und verschlossen.

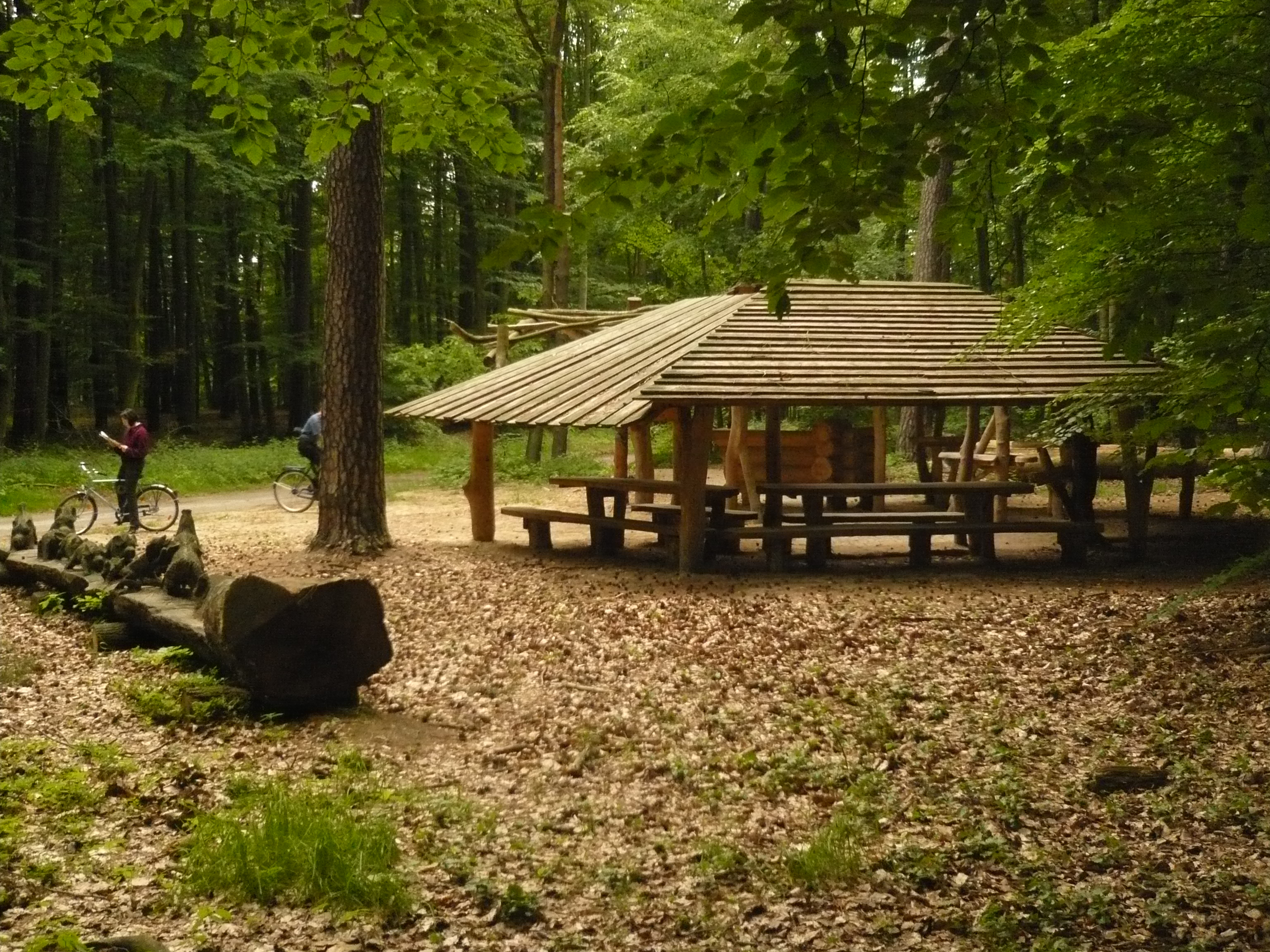
Schutzhütte im Liepnitzforst mit Holzarbeit

Der bereits oben genannte Forst-, Rad- und Wanderweg auf den Höhen um den See erhielt östlich, etwa einen Kilometer von Ützdorf entfernt, im Jahr 2009 eine Schutz- und Partyhütte. Die mit einem Blockhaus-ähnlichen Dach geschützten Stehtische, Bänke und eine Feuerstelle ermöglichen Picknicks größerer Wandergruppen. Einen besonderen Hingucker bildet ein langer Baumstamm, aus dem in der oberen Hälfte eine ganze Wildschweingruppe herausgeschnitzt wurde.
In der östlichen Bucht erstreckt sich entlang zweier Straßen das Siedlungsgebiet Ützdorf, das zu Lanke gehört, welches seinerseits ein Ortsteil der Großgemeinde Wandlitz ist. Ein Hotel Jägerheim und eine Jugendherberge bieten Erholungs- und Einkehrmöglichkeiten für Wanderer. Nordwestlich von Ützdorf liegt zwischen dem Forstweg und dem Liepnitzsee-Ufer eine kleine Gartenanlage, an deren Rand sich das Seechen versteckt.

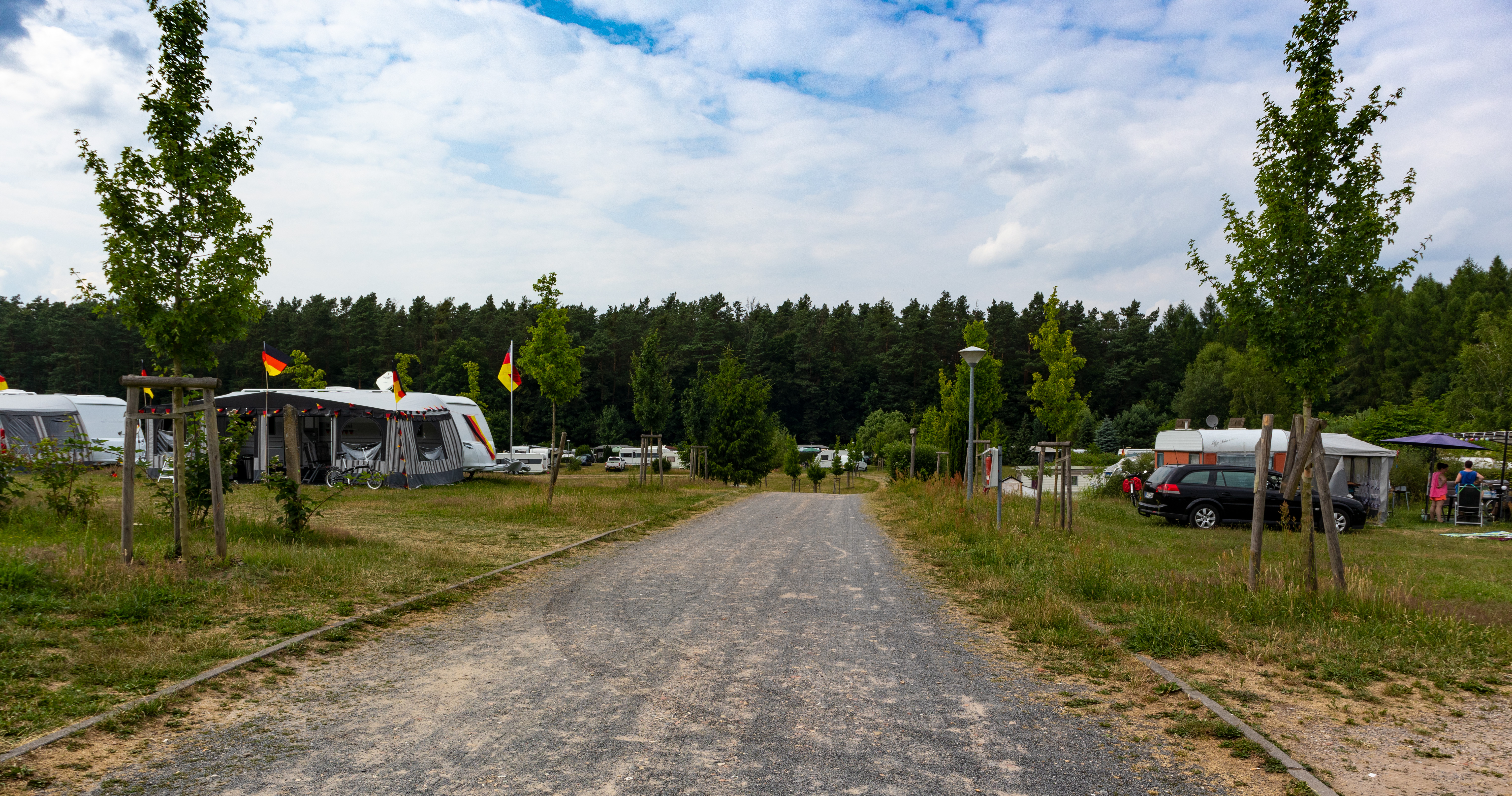
Campingplatz oberhalb der am Nordostufer befindlichen Fähranlegestelle

Oberhalb der am Nordostufer befindlichen Fähranlegestelle hat sich seit den 1990er Jahren der Campingplatz Am Liepnitzsee entwickelt, der privat betrieben wird und auch Stellplätze für Caravans und zwei Ferienzimmer bereithält. Er umfasst eine Fläche von 6 Hektar und ist zwischen März und Oktober geöffnet. Der ADAC hat den Zustand, den Service und den Badestrand dieses Campingplatzes im Jahr 2010 getestet und ihn in seinen Campingführer aufgenommen.

## Flugzeug(e) im See
Im Liepnitzsee versank am 12. September 1944 ein amerikanisches Bombenflugzeug vom Typ Boeing B-17 („Belle of the Brawl“), das in einer Geschwadergruppe von 99 Bombern von Eberswalde kommend Richtung Berlin unterwegs gewesen war. An Bord befanden sich insgesamt zehn Besatzungsmitglieder unter dem Kommando des Piloten Major Robert Farwell. Nachdem an Bord ein Feuer ausgebrochen war, konnten alle mit dem Fallschirm abspringen. Aber nur acht überlebten den Sprung und gerieten danach in Kriegsgefangenschaft, auch der Pilot. Das führerlose Flugzeug stürzte in den See. In späteren Jahren wurde es von Hobbytauchern schrittweise ausgeschlachtet, nur ein paar kleine Trümmerteile sollen noch im Schlamm stecken.
In der Bucht vor Ützdorf soll außerdem ein deutsches Jagdflugzeug (eine Focke-Wulf Fw 190, nach anderen Berichten eine Messerschmitt Bf 110 G9) auf dem Grund des Liepnitzsees liegen. Dieses Flugzeug stürzte im Januar 1945 nach feindlichem Beschuss hier ab. Zuvor konnte der Pilot die an Bord befindlichen Bomben über dem Liepnitzforst abwerfen, drei Bombenkrater waren noch jahrelang zu sehen und wuchsen erst allmählich zu.
Mehrere Anwohner hatten nach Kriegsende mehrfach ein Boot, zusammengebaut aus zwei Flugzeugtanks, auf dem Wasser herumfahren sehen. Die in den 2000er Jahren im Liepnitzsee nach Wrackteilen von Flugzeugen unterwegs gewesenen Taucher haben das Boot mit den Tanks als Tretboot sogar noch gesehen.